# John Verhoek
John Verhoek (* 25. března 1989) je bývalý nizozemský profesionální fotbalista, který hrál na pozici útočníka.

## Kariéra
Verhoek původně působil v klubech ADO Den Haag a FC Dordrecht.
Verhoek přestoupil do Rennes v lednu 2011 za poplatek 500 000 eur poté, co strávil šest měsíců v klubu FC Den Bosch v Eerste Divisie.
Do MSV Duisburg přestoupil v roce 2018, ale 19. července 2019 odešel do Hansy Rostock, kde podepsal smlouvu, která ho zde měla udržet až do roku 2021.
Dne 25. července 2023 byla Verhoekova smlouva s Hansou po vzájemné dohodě ukončena.
Následující den Verhoek podepsal smlouvu s VfL Osnabrück ve 2. Bundeslize.

## Osobní život
Johnův bratr Wesley Verhoek je také bývalým profesionálním fotbalistou.

## Statistiky

### Klubové
Platí k zápasu hranému 1. srpna 2020.
| Klub                      | Sezóna            | Liga                 | Liga   | Liga | Národní pohár | Národní pohár | Ostatní | Ostatní | Celkově | Celkově |
| Klub                      | Sezóna            | Soutěž               | Zápasy | Góly | Zápasy        | Góly          | Zápasy  | Góly    | Zápasy  | Góly    |
| ------------------------- | ----------------- | -------------------- | ------ | ---- | ------------- | ------------- | ------- | ------- | ------- | ------- |
| Dordrecht                 | 2008/09           | Eerste Divisie       | 18     | 0    | 0             | 0             | 2       | 0       | 20      | 0       |
| Dordrecht                 | 2009/10           | Eerste Divisie       | 31     | 7    | 1             | 1             | —       | —       | 32      | 8       |
| Dordrecht                 | Celkově           | Celkově              | 49     | 7    | 1             | 1             | 2       | 0       | 52      | 8       |
| Den Bosch                 | 2010/11           | Eerste Divisie       | 17     | 10   | 1             | 2             | 0       | 0       | 18      | 12      |
| Rennes II                 | 2010/11           | Championnat National | 5      | 0    | —             | —             | —       | —       | 5       | 0       |
| Rennes                    | 2010/11           | Ligue 1              | 7      | 0    | 1             | 0             | 0       | 0       | 8       | 0       |
| Den Haag (hostování)      | 2011/12           | Eredivisie           | 23     | 5    | 2             | 0             | 0       | 0       | 25      | 5       |
| FSV Frankfurt (hostování) | 2012/13           | 2. Bundesliga        | 32     | 10   | 2             | 0             | —       | —       | 34      | 10      |
| St. Pauli                 | 2013/14           | 2. Bundesliga        | 25     | 5    | 1             | 0             | —       | —       | 26      | 5       |
| St. Pauli                 | 2014/15           | 2. Bundesliga        | 29     | 4    | 2             | 0             | —       | —       | 31      | 4       |
| St. Pauli                 | 2015/16           | 2. Bundesliga        | 16     | 2    | 1             | 0             | —       | —       | 17      | 2       |
| St. Pauli                 | Celkově           | Celkově              | 70     | 11   | 4             | 0             | 0       | 0       | 74      | 11      |
| Heidenheim                | 2016/17           | 2. Bundesliga        | 26     | 5    | 2             | 1             | —       | —       | 28      | 6       |
| Heidenheim                | 2017/18           | 2. Bundesliga        | 27     | 10   | 2             | 0             | —       | —       | 29      | 10      |
| Heidenheim                | Celkově           | Celkově              | 53     | 15   | 4             | 1             | 0       | 0       | 57      | 16      |
| Duisburg                  | 2018/19           | 2. Bundesliga        | 22     | 0    | 3             | 1             | —       | —       | 25      | 1       |
| Hansa Rostock             | 2019/20           | 3. Liga              | 26     | 5    | 1             | 0             | —       | —       | 27      | 5       |
| Celkově v kariéře         | Celkově v kariéře | Celkově v kariéře    | 304    | 63   | 19            | 5             | 2       | 0       | 325     | 68      |